# Theodor Borrer
 (décembre 2018).
Si vous disposez d'ouvrages ou d'articles de référence ou si vous connaissez des sites web de qualité traitant du thème abordé ici, merci de compléter l'article en donnant les références utiles à sa vérifiabilité et en les liant à la section « Notes et références ».
Pour les articles homonymes, voir Borrer.
Theodor Borrer, né le 23 octobre 1894 à Röschenz et mort le 22 mars 1914 à Bâle, est un pionnier de l’aviation suisse qui accomplit trois cents vols entre août 1913 et sa chute mortelle en mars 1914.

## Biographie
Theodor Borrer était le deuxième des huit enfants de Theodor Ludwig Borrer, de Grindel (canton de Soleure, dans le district de Thierstein) et Juliana Scherrer, de Röschenz [jadis en français Roeschenez], village où il naquit le 23 octobre 1894. En 1896 la famille déménagea à Delémont, où Theodor fit sa scolarité, puis, en 1910, s’installa à Soleure, où ses parents reprirent le restaurant À l'Abattoir. Theodor passa dans cette ville sa dernière année scolaire : le jeune Borrer se passionnait pour toutes les découvertes techniques et commença l’apprentissage de l’électricité, puis s’empressa, avec une « folie des moteurs » dans le tout nouveau métier de chauffeur automobile.
En 1913, une famille française de Genève l’employa comme chauffeur privé et emmena Theodor à Paris. Il eut ainsi l’opportunité de fréquenter l’école d’aviation de Mourmelon-le-Grand, près de Reims, où il obtint son brevet international de pilote, le 30 juin 1913, 39e Suisse et premier Soleurois.
La revue Aviation suisse (1941-42) rapporte ainsi la journée du 9 avril 1913 : « Deux aviateurs émerveillaient la population soleuroise, dans le Fegetz, avec leurs aéroplanes si fragiles et si audacieux : en cette époque, on guettait avec anxiété la première rumeur de moteur dans les nuages, on craignait pour l'aviateur jusqu’à ce qu’il réussisse à se poser indemne au sol. »
Ainsi le Solothurner Tagblatt annonçait-il, dès le samedi 2 août 1913 : « L’aviateur Borrer et son passager, ainsi que son père nous le confirme aujourd’hui, arrivent par avion depuis la France ici, à Soleure, où ils sont attendus à 8 heures du soir » : le lendemain dimanche 3 août 1913, en effet, le jeune aviateur offrait à ses compatriotes une démonstration de vol en compagnie de son instructeur, Edmond Labarre, à bord de leur monoplan Hanriot-Ponnier D3.
Mais aucun avion n’était en vue et la foule attendit en vain. Le lundi, on s’arracha le journal, qui indiquait : « Theodor Borrer n’a pu rejoindre Soleure hier en raison d’un épais brouillard qui l’a obligé de se poser à Belfort ; il a dû faire ensuite une escale mécanique à Delémont, d’où il n’a pu repartir en raison de l’obscurité, mais il devrait atterrir aujourd’hui à Soleure. »
« Enfin, reprend la revue Aviation suisse, un grand oiseau sombre apparaissait au ciel crépusculaire, étirait pendant dix minutes certains nœuds magnifiques sur la ville et s’approchait progressivement du sol. Les gens de Soleure accouraient par milliers. À peine l'oiseau moderne avait-il touché terre, les étudiants jetaient leurs canotiers en l’air, prenaient le pilote et son mécanicien sur leurs épaules et les portaient en triomphe. »
Le 13 août suivant, accomplissant le premier vol de Soleure à Berne, avec un passager pour la navigation, Theodor Borrer fut attendu à Berne par une foule enthousiaste de dix mille curieux, contenue à grand peine par quatre cents gendarmes. Pour accueillir le jeune pilote était présent l’aviateur suisse le plus célèbre de l’époque : Oskar Bider de Langenbruck, qui avait relié Berne à Milan le 13 juillet, par un premier survol des Alpes. Les deux aviateurs furent reçus officiellement au Parlement fédéral par les conseillers fédéraux Ludwig Forrer et Arthur Hoffmann.
Theodor Borrer réalisa ensuite plusieurs premières liaisons aériennes remarquables, n’hésitant pas, pour prendre le courrier, à se poser sur le Weissenstein, entre Soleure et Moutier, à 1400m d'altitude, un des points les plus élevés du Jura suisse alémanique. Une carte postale marque cet événement et deux timbres-poste furent édités à cette occasion.
Du 7 au 11 septembre 1913 le jeune Borrer, alors âgé à peine de 19 ans, et bien qu’il n’eût pas encore terminé son école de recrue, participait à une manœuvre de la 2e division à Saint-Blaise, au même titre que les pionniers de l’aviation Oskar Bider et Theodor Real, et prit part à une compétition aérienne, le 28 septembre 1913. Un service de poste aérienne suisse fut alors créé, et Oskar Bider avait été pressenti pour accomplir une première liaison postale avec Soleure, mais une blessure à la tête reçue lors d’une manœuvre de la 2e division l’en ayant empêché, la mission d’acheminement fut confiée à Theodor Borrer.
Le vol emportait un passager chargé de la navigation et convoyait des sacs postaux dont le courrier était affranchi par un timbre spécial Flugpostlaufen au nom de Th. Borrer ; mais en chemin l’avion perdit de l’altitude, le pilote comprit qu’il ne pourrait surmonter la muraille que formaient les sapins de la paroi rocheuse de Welschenrohr, et le pilote se résolut à tenter un atterrissage forcé : il réussit à se poser, entre Seehof (Elay) et Welschenrohr, au bord d’un ruisseau du Jura bernois. Borrer et son guide étaient indemnes et les sacs postaux intacts. Portant les sacs postaux à l’épaule, Borrer et son compagnon marchèrent jusqu’à Gänsbrunnen (Saint-Joseph), où ils prirent le train jusqu’à Soleure et livrèrent ainsi leur courrier à la poste.
Theodor ne pensait qu’à voler à nouveau, mais son avion était hors d’usage. Or un avion coûtait environ trente mille francs suisses de l’époque, et l’entretien était de même onéreux (quarante litres d’essence et dix litres d’huile aux cent kilomètres). Theodor parvint à réunir cette somme à l’aide d’amis et de la famille, et acheta un autre Hanriot-Ponnier, équipé cette fois d’un Gnome, ce moteur rotatif plus léger produit par la société française Gnome et Rhône, qui s’ingéniait à réduire le poids des moteurs, caractéristique primordiale pour un avion.
À bord de cet Hanriot-Ponnier, Theodor Borrer réussit, le 8 décembre 1913, le premier vol de Dübendorf (canton de Zurich) à Avenches (canton de Vaud) aller-retour, organisé par l’aéroclub suisse. Un prix de 30 000 francs était offert à qui réussirait la première liaison aller-retour d’Avenches à Dübendorf ; il n’était pas question de ne pas remporter ce prix pour le jeune pilote, bien que ses chances semblaient réduites quand son avion décolla de Soleure un jour froid et venteux de décembre; il remporta le prix cependant.
Le 22 mars 1914, après plus de 300 vols couronnés de succès, Theodor Borrer participait, à Bâle, sur le Saint Jakobwiese, à un meeting international aérien. L’attraction principale en était le Français Jean Montmain qui, avec son Blériot XI, enthousiasmait les foules par ses loopings et ses vols en piqué. Né en 1888, Jean Montmain devait trouver la mort cinq mois plus tard, le 30 août 1914, dans un combat aérien.
Theodor Borrer, pour sa part, spécialisé dans les vols de première liaison avec navigateur, pilotait une machine trop lourde pour l’acrobatie. Malgré les mises en garde de Jean Montmain, il voulut effectuer des vols en piqué : il réussit un premier virage sur l’aile puis, après avoir fait le tour de l’aérodrome, s’en alla plus loin dans la direction du sud pour tourner au-dessus de la forêt de Muttenz et revenir au-dessus du Jakobwiese ; comme il amorçait, à 17h15, son deuxième vol piqué, son moteur s’arrêta, les ailes s’arrachèrent l’une après l’autre et l’avion, soulevant la clameur horrifiée du public, chuta en vrille verticale d’une hauteur de 300 mètres, tuant Theodor Borrer sur le coup : il avait encore dix-neuf ans. Un monument fut élevé en 1968 à Soleure en mémoire du jeune pilote et aux autres pionniers de l’aviation soleuroise.
Le Solothurner Zeitung du lendemain précisa que l’accident avait eu lieu en présence de la famille Borrer et que leur père, Theodor Ludwig Borrer, était décédé d’une crise cardiaque au spectacle de ce drame. Theodor Borrer est mort six mois avant la fondation du corps d’armée de l’aviation suisse, le 1er août 1914. La revue Aviation suisse (1941-42) présente « le jeune aviateur Theodor Borrer comme l’un des plus grands espoirs suisses ».

## Hommages
En 2013, une plaque commémorative fut posée au lieu même de l’accident sur l’Helyeplatz.
En 2019, son petit-neveu l’écrivain français Alain Borer, auteur d’un Icare (Seuil), publie un Tombeau de Theodor dans son livre Pour l'amour du ciel dédié à sa mémoire.